# Potok, Bilčovs
Potok (nemško Bach) je naselje v Občini Bilčovs v Okraju Celovec-dežela na Koroškem v Avstriji.